# Zdeněk Marat
Zdeněk Marat (15. února 1931 Praha – 21. února 2016) byl český pianista, hudební skladatel, redaktor a publicista, hudební aranžér a dirigent.

## Dílo
Jednalo se o autora zhruba 600 hudebních skladeb, z toho asi 400 písní, z oblasti populární hudby, popmusic i tzv. vyššího populáru, autora muzikálů, filmové hudby a dále také hudby k některým spartakiádním cvičením na 3 spartakiádách.

### Muzikály a komedie
- 1962 Šest žen Viktora Jandečka
- 1968 Otec, matka, Jan a Katka (spoluautor Vlastimil Hála)
- 1968 Kat a jeho Mydlář
- 1969 Tři strýčkové a Dominik
- 1970 Růženko, spíte sama?
- 1973 Půjdeš-li k filmu, vrať se mi jako hvězda
- 1974 Modelka z Bretaně
- 1981 O chytré horákyni
- 1982 Pohádka mého života
- 1977 Miluška a její zvířátka
- 1987 Miliónová láska

### Filmová hudba
- 1977 Sázka na třináctku
- 1979 Kam nikdo nesmí
- 1981 Jak svět přichází o básníky
- 1983 Radikální řez
- 1984 Jak básníci přicházejí o iluze
- 1987 Jak básníkům chutná život

### Televizní hudba
- Čas obvinění
- Jestli jednou odejdu
- Na konci týždňa
- Psáno na pranýř
- Vražedný týden
- Plechová kavalerie (seriál)
- Hvězdy nad Syslím údolím (seriál)
- Píseň pro Rudolfa třetího (seriál)
- hudba k asi 30 televizním pohádkám

### Vyšší populár, nejznámější skladby
- Na nádvoří
- Na Karlově mostě
- Promenáda loutek
- Zámecký park

### Písně popmusic, výběr nejznámějších skladeb
- Pyšný tulipán
- Ztracená bačkorka
- Píseň o mušli
- Nej, nej, nej
- Tam, kde šumí proud
- To se nikdo nedoví
- Tou dálkou
- Zde leží zem tvá
- Má malá zem
- Přejdi Jordán
- V bílém

### Spartakiádní hudba
- Celostátní spartakiáda 1975
- Celostátní spartakiáda 1980
- Celostátní spartakiáda 1985

## Diskografie
- 12krát Zdeněk Marat
- Hity Zdeňka Marata
- 13krát Zdeněk Marat